# Neobisium galeatum
Neobisium galeatum är en spindeldjursart som beskrevs av Beier 1953. Neobisium galeatum ingår i släktet Neobisium och familjen helplåtklokrypare. Inga underarter finns listade i Catalogue of Life.